# Arthur's Town Airport
Arthur's Town Airport är en flygplats i Bahamas.   Den ligger i distriktet Cat Island, i den östra delen av landet, 180 kilometer öster om huvudstaden Nassau. Arthur's Town Airport ligger 4 meter över havet. Den ligger på ön Cat Island.
Terrängen runt Arthur's Town Airport är mycket platt. Havet är nära Arthur's Town Airport söderut. Trakten är glest befolkad. Närmaste större samhälle är Arthur's Town, 0,75 kilometer söder om Arthur's Town Airport. 